# Joseph Bell (Ingenieur)

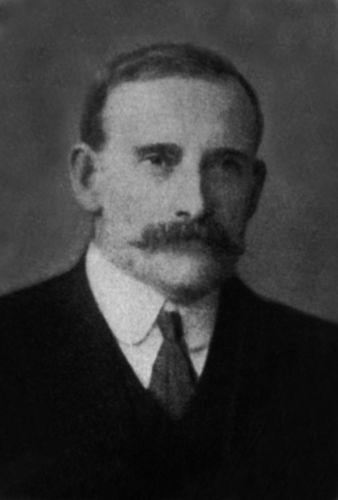
Joseph Bell

Joseph Bell (* 12. März 1861 in Farlam, City of Carlisle, England; † 15. April 1912 im Nordatlantik) war ein britischer Ingenieur und als dieser zuletzt in leitender Funktion auf der Titanic.

## Leben vor dem Dienst auf der Titanic
Joseph Bell, war der erstgeborene Sohn von John Bell Sr. und Margaret Watson; beide Unternehmer im Agrarsektor. Er wuchs in Farlam, einem kleinen Dorf der Gemeinde Brampton in der Grafschaft Cumbria auf. Er hatte drei Geschwister: Jane (1864), Richard (1865) und John jr. (1868). Seine Mutter Margaret starb kurz nach der Geburt ihres letzten Kindes. Joseph Bell besuchte zunächst eine private Grundschule im Dorf Farlam und zog nach dem Tod seiner Mutter mit seinem Vater und seinen Brüdern nach Carlisle.
Joseph und die Brüder besuchten dort die Carlisles Academy William Harrison. Mit der Zeit beschloss der jüngere Bruder John, mit einer Überfahrt der Great Britain nach Australien auszuwandern, während der Rest der Familie vorerst in Carlisle blieb.
Auch Joseph zog schließlich Carlisle fort: In Newcastle upon Tyne absolvierte er eine Lehre zum Maschinenschlosser bei Robert Stephenson and Company. 1885 wurde Bell von der White Star Line angeheuert und arbeitete an vielen Schiffen, die mit Neuseeland und den Vereinigten Staaten Handel trieben. 1891 wurde er zum Chefingenieur befördert.
Im Jahr 1893 heiratete er Maud Bates; Das Paar hatte 4 Kinder: Frances John (* 1896), Marjorie Clare (* 1899), Eileen Maud (* 1901) und Ralph Douglas (* 1908).
1911 fand Joseph zusammen mit seiner Frau und seinem jüngeren Sohn eine Unterkunft in Belfast. Die beiden Töchter blieben in Ripley, betreut von einer Haushälterin und ihren Onkeln (Bells Schwester und Schwager), während der damals fünfzehnjährige Frances am Grosvenor College in Carlisle unterkam und später eine Lehre an den Werften von Harland & Wolff begann.

## Dienst auf der Titanic
Nachdem Joseph auf der Olympic eingesetzt war, wechselte er zur Titanic, wo er den Posten des Chefingenieurs erhielt. Während der Atlantiküberfahrt in der Nacht des 14. April 1912, kurz nach der Sichtung eines Eisberg, erhielt Bell von der Brücke den Befehl, die Maschinen entweder anzuhalten oder umzukehren, um das Schiff zu verlangsamen. Trotz aller Bemühungen der Besatzung konnte die Titanic den Eisberg nicht umfahren. Als das Schiff in der Folge zu sinken begann, blieben Bell und die anderen Ingenieure vorerst im Maschinenraum und forderten die Heizer auf, die Kessel aktiv zu halten, damit die Pumpen ihre Arbeit fortsetzen konnten und der Strom so lange wie möglich eingeschaltet blieb. Der Legende nach arbeiteten Bell und seine Männer bis zur letzten Minute daran, das Licht und den Strom aufrechtzuerhalten. Jener Verlautbarung nach starben Bell und alle Ingenieure in den Maschinenräumen der Titanic.
Anderen Berichten zufolge wurden das gesamte Maschinenpersonal an Deck der Titanic gesichtet, als bereits alle Rettungsboote besetzt und zu Wasser gelassen worden waren. Dem überlebenden Öler Frederick Scott zufolge befanden sich alle Ingenieure und Schiffsmechaniker am hinteren Ende des Bootsdeck auf Steuerbord-Seite, als das Schiff sank.
Nach Bells Tod erbten seine Frau und der Schwager William Ralph die Farm auf Farlam, deren Eigentümer Joseph seit 1904, nach dem Tod seines Vaters, gewesen war.
In der Kirche des Heiligen Glaubens in Waterloo bei Liverpool wurde eine Gedenktafel für Bell angebracht. Auf dem kleinen Friedhof von Farlam wurde zu seiner Erinnerung auch ein Epitaph errichtet.

## Rezeption

### Darstellungen in Filmen
- Emerton Court (1958; Die letzte Nacht der Titanic)
- Terry Forrestal (1997; Titanic)
- David Wilmot (2012; Saving The Titanic)
- A Night to Remember (1958)
- Titanic (Miniserie, 1996)